# Calamosternus ciliaticollis
Calamosternus ciliaticollis är en skalbaggsart som beskrevs av Rudolph Petrovitz 1973. Calamosternus ciliaticollis ingår i släktet Calamosternus och familjen Aphodiidae. Inga underarter finns listade.